# Vincentia badia
Vincentia badia és una espècie de peix pertanyent a la família dels apogònids.

## Descripció
- Pot arribar a fer 10 cm de llargària màxima.[5][6]

## Hàbitat
És un peix marí, associat als esculls del litoral i de clima temperat que viu fins a 1 m de fondària.

## Distribució geogràfica
Es troba a l'Índic oriental: és un endemisme d'Austràlia.

## Observacions
És inofensiu per als humans i de costums nocturns.